# Церковь Святого Стефана (Туг)
Церковь Святого Стефана (арм. Սուրբ Ստեփանոս եկեղեցի; Сурб Степанос) — армянский храм, построенный в 1747 году на месте более старого собора, располагающийся в юго-западной части села Туг Ходжавендского района Азербайджана).   

## История
Точных сведений о церкви нет. Известно, что она упоминается в книге архиепископа Саргиса Джалалянца «Путешествие в Великую Армению» (1858 год).
Церковь была основана в 1747 году исходя из надписи на тимпане. Она была построена на месте стоявшего там средневекового собора, который, в свою очередь, находился на месте языческого капища. Об этом говорит фундамент куполообразных стен, которые виднеются под кладкой апсиды. Видны также следы старого сооружения под южной стеной храма. Церковь имеет форму прямоугольного сводчатого зала. В её стенах встроена большая коллекция небольших хачкаров, насчитывающих 51 штуку. Её размеры составляют 12 м длина и 7,8 м ширина.
Строительство в 1747 году осуществляли мелик Еган и его сын Есая. 
Вокруг храма находятся сотни старинных надгробий, на которых изображены войско, музыканты, охотники и прочее, которые выделяются своим разнообразием и художественным стилем.